# Talles
Talles oder auch Talles Magno, mit vollem Namen Talles Magno Bacelar Martins (* 26. Juni 2002 in Rio de Janeiro), ist ein brasilianischer Fußballspieler, der beim SC Corinthians in São Paulo unter Vertrag steht. 

## Vereinskarriere
Talles stammt aus der Jugend des Erstligisten CR Vasco da Gama. Dort unterzeichnete er im Dezember seinen ersten professionellen Vertrag und wurde zum Spieljahr 2019 in die erste Mannschaft befördert. Sein Debüt in der höchsten brasilianischen Spielklasse bestritt er am 2. Juni 2019 (7. Spieltag), als er bei der 0:1-Auswärtsniederlage gegen Botafogo FR in der zweiten Halbzeit für Tiago Reis eingewechselt wurde. Bereits kurze Zeit später hatte sich der Stürmer bereits in der Startformation etabliert. Am 25. August (16. Spieltag) traf Talles beim 2:0-Heimsieg gegen den FC São Paulo erstmals in der Série A. Die Saison beendete er mit zwei Toren in 15 Ligaspielen. Im nächsten Jahr konnte er in 44 Pflichtspieleinsätzen drei Mal einnetzen.
Am 18. Mai 2021 wechselte Talles zur US-amerikanischen MLS-Franchise New York City FC. Elf Tage später (7. Spieltag) debütierte er beim 2:1-Auswärtssieg gegen den Los Angeles FC für seinen neuen Verein, als er 66. Spielminute für Keaton Parks eingewechselt wurde, jedoch in der Schlussphase wiederum für Innenverteidiger Sebastien Ibeagha weichen musste.
Im August 2024 ging Talles zurück in seine Heimat nach São Paulo, wo er beim SC Corinthians einen Kontrakt unterzeichnete. Die Leihe wurde befristet bis Juli 2025, mit einer Option auf Verlängerung und Kaufpräferenz.

## Erfolge
Nationalmannschaft
- U-17 Weltmeister: 2019

New York City
- MLS Cup: 2021
- Campeones Cup: 2022